# 脳科学総合研究センター
理化学研究所脳科学総合研究センター（りかがくけんきゅうしょのうかがくそうごうけんきゅうセンター、RIKEN Brain Science Institute）は、埼玉県和光市の研究所。
脳科学研究において先導的役割を果たすことを目的として、理化学研究所の一つのセンターとして1997年に創設された。略称、脳センター、またはBSI。センター長は合田裕紀子。

## 概要
東京大学医学部教授であった伊藤正男が1989年に東大退官後、理化学研究所に国際フロンティア研究システムに第2代所長として着任、理研における初めての脳研究を開始した。それを母体とし、1997年に脳科学総合研究センターを設立した。伊藤はその初代センター長となった。第2代センター長甘利俊一、センター長代行田中啓治を経て、2009年より利根川進がセンター長、田中啓治、岡本仁、宮脇敦史、大河内眞が副センター長として務めている。
学際的な融合を目指しており、分子、細胞から心理学、計算機神経科学に至る幅広い研究者を集めている。約50の研究室に500人の研究者が所属している。国際化にも務めており、研究者の約2割が日本人以外である。
2018年4月に廃止された。

## 主な研究者と研究室
4つのコアと5つのセンターからなる。シニア・チームリーダー、チームリーダー、ユニットリーダーがPIとして研究室をもつ。

### 心と知性への挑戦コア
- 田中啓治 コア長
- 谷藤学
- 山口陽子
- 谷淳
- Cees van Leeuwen
- 入來篤史
- 馬塚れい子
- 岡ノ谷一夫
- 中原裕之
- 藤井直敬
- 黒田公美
- Justin L. Gardner

### 回路機能メカニズムコア
- 岡本仁 コア長
- Thomas Knöpfel
- 吉原良浩
- Neal A. Hessler
- 永雄総一
- 深井朋樹
- 津本忠治
- Thomas John McHugh
- 林康紀
- 村山正宜
- 風間北斗
- 細谷俊彦
- 下郡智美
- 平瀬肇
- Alexey Semyanov
- 橋本光広
- Thomas Launey

### 疾患メカニズムコア
- 加藤忠史 コア長
- 御子柴克彦
- 貫名信行
- 高島明彦
- 山川和弘
- 西道隆臣
- 古市貞一
- 吉川武男
- 上口裕之
- 有賀純
- 山中宏二
- 平林義雄
- Adrian W. Moore
- 田中元雅

### 先端基盤技術開発コア
- 宮脇敦史 コア長
- 甘利 俊一
- Andrzej CICHOCKI
- 糸原重美
- 臼井支朗
- 武藤悦子
- Sonja Gruen
- Markus Diesmann

### 研究基盤センター
動物実験、物質分析、MRI、形態解析等のサポートを行う。
- 板倉智敏 センター長
- 高橋英機 動物実験施設
- 俣賀宣子 生体物質分析に関する支援
- 程康 機能的MRIに関する支援
- 端川勉 電子顕微鏡観察に関する支援

### 理研BSI-オリンパス連携センター
光学機器メーカーであるオリンパスの支援により運用されている、共同実験施設。
- 宮脇敦史 センター長（兼任）

### 理研BSI-トヨタ連携センター
自動車メーカーであるトヨタとの連携により、脳科学の人間生活への応用を試みることを目的としている。和光キャンパスの他、理研の名古屋支所に一部の研究室が置かれている。理化学研究所の研究員の他、トヨタからの出向社員も所属する。
- 木村英紀 センター長
- 山口陽子（兼任）
- 加藤英之
- Andrzej Cichocki
- 下田真吾
- 藤井直敬（兼任）

### 神経情報基盤センター
ニューロインフォマティックスに関する研究と支援を行う。
- 臼井支朗（兼任） センター長

### 情報センター
図書室、データベース、所内ネットワークの支援を行う。
- 臼井支朗（兼任）センター長

## サマープログラム
毎年夏期に開かれている若手研究者（大学院生、ポストドクトラルフェローなど）のためのコース。2ヶ月にわたり特定の研究室に所属して研究を行うインターンシップと2週間の日程の集中講義コースがある。書類選考が有る。使用言語は英語。

## チュートリアルシリーズ
週1回開かれている講義シリーズ。対象は大学院生からポスドクレベル。使用言語は英語。

## トレーニングプログラム
チュートリアルシリーズを置き換えるべく2010年から開始された大学院生対象のコース。使用言語は英語。書類と面接による選考が有り、少人数（20人程）のコースである。

## セミナー
夏期を除き毎月一度開かれている国内外の研究者によるBSI主催のセミナーシリーズ、また、それとは別に研究室単位で主催するフォーラムがある。いずれも使用言語は英語。参加自由。告知は脳科学総合研究センターのホームページ（外部リンク参照）にてなされる。

## アクセス
東武東上線、東京メトロ有楽町線、副都心線、和光市駅が最寄り駅である。そこから南へ徒歩15分、または西武バス泉39、泉39-1大泉学園駅行き、和40、和40-1長久保行き、約10分、広沢下車。